# Бой у Санта-Марты
Бой у Санта-Марты или Бой в августе 1702 года — морской бой, продолжавшийся с 19 (29) августа по 25 августа (4 сентября) 1702 года. Сражение велось между английской эскадрой под командованием вице-адмирала Джона Бенбоу и французской эскадрой под командованием Жана-Батиста Дюкасса и было частью Войны за испанское наследство.

## Перед боем
Когда разразилась война за испанское наследство, Бенбоу с небольшой эскадрой был послан в Вест-Индию с целью не допустить захвата испанских владений французами. Дюкасс был отправлен во главе эскадры в Картахену, чтобы заставить ее подчиняться Филиппу V. Бенбоу намеревался их перехватить.

## Ход боя
19 августа 1702 года эскадра Бенбоу столкнулась с французами у побережья Колумбии, у Санта-Марты, немного восточнее устья Рио-Магдалены. Командуя со своего флагмана Бреда, он приказал своей эскадре вступить в бой, но Дефаенс и Виндзор отстали, поэтому им пришлось приказать увеличить парусность. Бенбоу намеревался дождаться, когда появится Дефаенс; но Фалмут начал сражение, атаковав фрегат, а Виндзор вражеский корабль напротив. Бреда присоединилась к ним, но Дефаенс и Виндзор оторвались после нескольких бортовых залпов и оставили Бреду под огнем французов. Бой продолжался до наступления темноты. Бреда и Руби преследовали французов всю ночь, в то время как остальная часть эскадры отстала.
Преследование продолжалось 20 августа. Бреда и Руби стреляли из погонной пушки, как могли. Снова вступив в бой утром 21-го, Руби сильно пострадала; Дефаенс и Виндзор не вступили в бой, хотя и находились на уровне последнего французского корабля. Гринвич отклонился на пять лиг. 22-го числа Бреда захватила галеру Анна, английский корабль, ранее захваченный французами, а поврежденному Руби было приказано вернуться в Порт-Рояль.
Ночью 24 августа Бенбоу в одиночку вступил в бой с одним из вражеских кораблей. Во время боя Бенбоу был тяжело ранен: ему раздробило ногу, но он продолжал командовать со шканцев. Флаг-капитан Фогг приказал другим капитанам эскадры держать боевой порядок; в ответ на борт поднялся капитан Киркби с Дефаенса и сказал Бенбоу: «Вам лучше воздержаться, французы очень сильны». Обнаружив, что другие капитаны в основном придерживаются того же мнения, Бенбоу прервал бой и вернулся на Ямайку.

## Последующие события
После битвы Бенбоу получил от Жана-Батиста Дюкасса письмо:

Сэр,

в прошлый понедельник я имел мало шансов избежать ужина в вашей каюте, но Богу было угодно распорядиться по-другому. Я благодарен Ему за это. Что касается тех трусливых капитанов, покинувших Вас, повесьте их — ибо, клянусь Богом, они заслуживают этого.

Искренне Ваш,

Дюкасс
Оригинальный текст (англ.)Sir,
I had little hopes on Monday last but to have supped in your cabin: but it pleased God to order it otherwise. I am thankful for it. As for those cowardly captains who deserted you, hang them up, for by God they deserve it.
Yours,
Du Casse

Бенбоу последовал этому совету: он отдал своих капитанов под военно-полевой суд, когда они возвратились. Капитаны Киркби и Вейд были признаны виновными в трусости и приговорены к расстрелу, предполагалось, что Вейд был пьян во время боя. Капитан Констебл избежал расстрела, так как обвинение в трусости с него было снято, но по совокупности других обвинений он был исключён из флота и подвергнут гражданской казни. 
Решение Бенбоу преследовать французов в том, что оказалось его последним боем, поразило общественное воображение. События этого сражения стали источником вдохновения для ряда баллад, обычно называвшихся «Адмирал Бенбоу» или «Храбрый Бенбоу», которые были любимы британскими моряками и спустя столетие.